# Лонгосива, Томас
Томас Пкемеи Лонгосива (англ. Thomas Pkemei Longosiwa) — кенийский легкоатлет, который специализируется в беге на 5000 метров. Бронзовый призёр олимпийских игр 2012 года в беге на 5000 метров.
Выступления на международной арене начал в 2006 году. На чемпионате мира по кроссу финишировал 13-м, но позже был дисквалифицирован. Выступил на Олимпиаде в Пекине, где занял 12-е место. На следующий год на этапе Бриллиантовой лиги в Дохе установил личный рекорд на дистанции 3000 метров — 7.30,09.
6 июля 2012 года на этапе Бриллиантовой лиги Meeting Areva занял 5-е место, установив личный рекорд — 12.49,04.
Выступал на чемпионате мира 2013 года в Москве, на котором занял занял 4-е место.

## Сезон 2014 года
18 мая занял 2-е место на Shanghai Golden Grand Prix — 13.05,44.